# Champneuville
Champneuville est une commune française située dans le département de la Meuse, en région Grand Est.

## Géographie

### Situation
La commune de Champneuville est composée de deux hameaux séparés d'un kilomètre : Champ (environ 40 habitants en 2005) et Neuville (environ 70 habitants en 2005) où se trouvent l'église et la mairie.

#### Communes limitrophes
| Forges-sur-Meuse       | Regnéville-sur-Meuse | Regnéville-sur-Meuse |
| Cumières-le-Mort-Homme | Champneuville        | Regnéville-sur-Meuse |
| Cumières-le-Mort-Homme | Vacherauville        | Vacherauville        |

### Hydrographie
La commune est dans le bassin versant de la Meuse au sein du bassin Rhin-Meuse. Elle est drainée par le canal de l'Est Branche-Nord, la Meuse, le ruisseau de Ham et le ruisseau de Chattaucourt,.
Le canal de l'Est Branche-Nord, d'une longueur de 141 km, est un chenal et un cours d'eau naturel navigable qui relie Givet à Troussey, où il rejoint le canal de la Marne au Rhin. 
La Meuse, d'une longueur de 486 km dans sa partie française, est un fleuve européen qui prend sa source en France, dans la commune du Châtelet-sur-Meuse, à 409 mètres d'altitude, et se jette dans la mer du Nord après un cours long d'approximativement 950 kilomètres traversant la France, la Belgique et les Pays-Bas. 

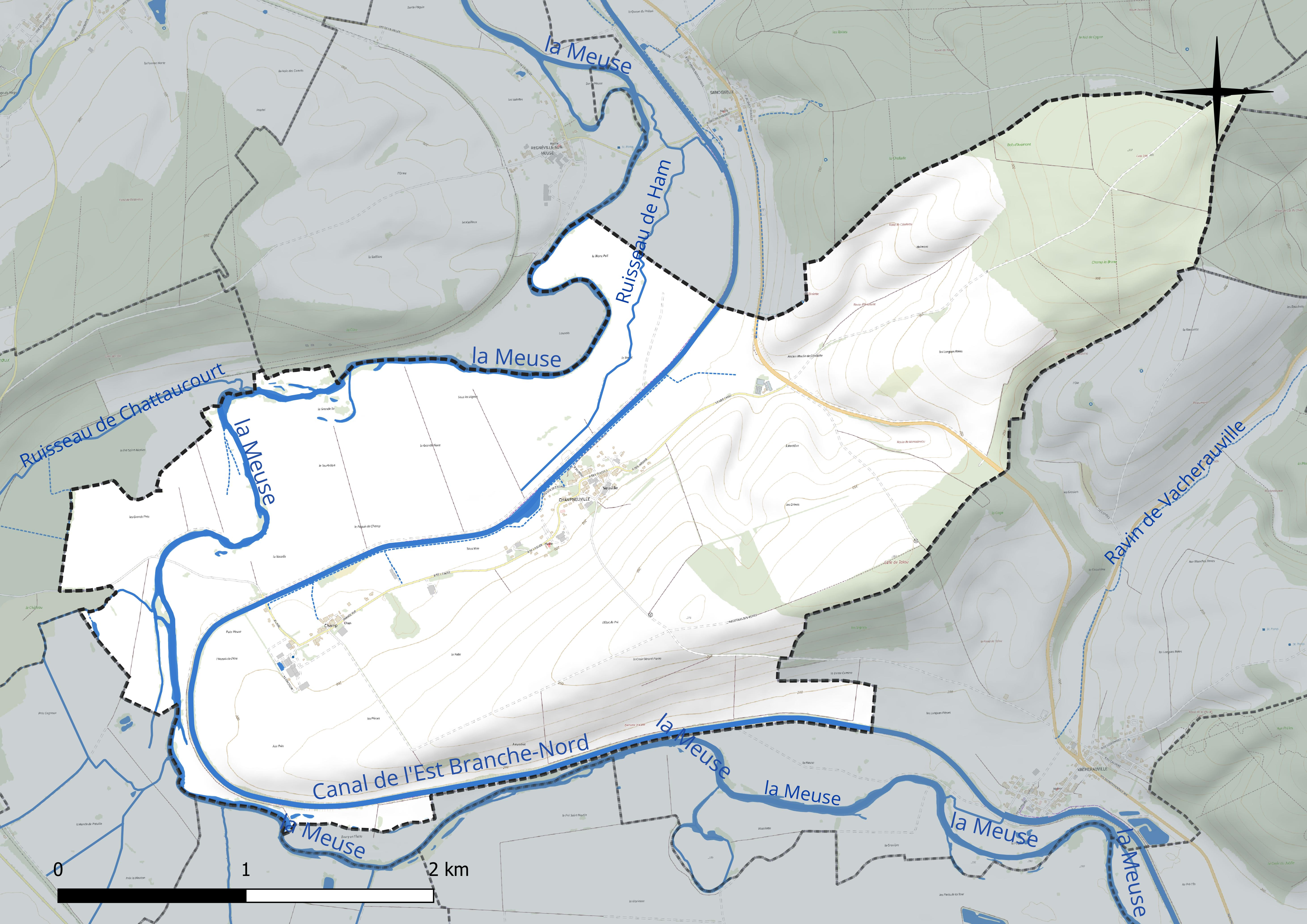
Réseau hydrographique de Champneuville.

### Climat
Pour des articles plus généraux, voir Climat du Grand Est et Climat de la Meuse.
En 2010, le climat de la commune est de type climat de montagne, selon une étude du Centre national de la recherche scientifique s'appuyant sur une série de données couvrant la période 1971-2000. En 2020, Météo-France publie une typologie des climats de la France métropolitaine dans laquelle la commune est exposée à un climat océanique altéré et est dans la région climatique  Lorraine, plateau de Langres, Morvan, caractérisée par un hiver rude (1,5 °C), des vents modérés et des brouillards fréquents en automne et hiver. 
Pour la période 1971-2000, la température annuelle moyenne est de 9,5 °C, avec une amplitude thermique annuelle de 15,9 °C. Le cumul annuel moyen de précipitations est de 943 mm, avec 14,1 jours de précipitations en janvier et 9,5 jours en juillet. Pour la période 1991-2020, la température moyenne annuelle observée sur la station météorologique de Météo-France la plus proche, « Septsarges », sur la commune de Septsarges à 13 km à vol d'oiseau, est de 10,3 °C et le cumul annuel moyen de précipitations est de 942,8 mm. 
La température maximale relevée sur cette station est de 39,9 °C, atteinte le 25 juillet 2019 ; la température minimale est de −15,7 °C, atteinte le 1er janvier 1997,,. 
Les paramètres climatiques de la commune ont été estimés pour le milieu du siècle (2041-2070) selon différents scénarios d'émission de gaz à effet de serre à partir des nouvelles projections climatiques de référence DRIAS-2020. Ils sont consultables sur un site dédié publié par Météo-France en novembre 2022.

## Urbanisme

### Typologie
Au 1er janvier 2024, Champneuville est catégorisée commune rurale à habitat dispersé, selon la nouvelle grille communale de densité à sept niveaux définie par l'Insee en 2022.
Elle est située hors unité urbaine. Par ailleurs la commune fait partie de l'aire d'attraction de Verdun, dont elle est une commune de la couronne,. Cette aire, qui regroupe 103 communes, est catégorisée dans les aires de moins de 50 000 habitants,.

### Occupation des sols
L'occupation des sols de la commune, telle qu'elle ressort de la base de données européenne d’occupation biophysique des sols Corine Land Cover (CLC), est marquée par l'importance des territoires agricoles (85,7 % en 2018), une proportion identique à celle de 1990 (85,7 %). La répartition détaillée en 2018 est la suivante : 
terres arables (52,7 %), prairies (25,5 %), forêts (11,8 %), zones agricoles hétérogènes (7,5 %), milieux à végétation arbustive et/ou herbacée (2,5 %). L'évolution de l’occupation des sols de la commune et de ses infrastructures peut être observée sur les différentes représentations cartographiques du territoire : la carte de Cassini (XVIIIe siècle), la carte d'état-major (1820-1866) et les cartes ou photos aériennes de l'IGN pour la période actuelle (1950 à aujourd'hui).

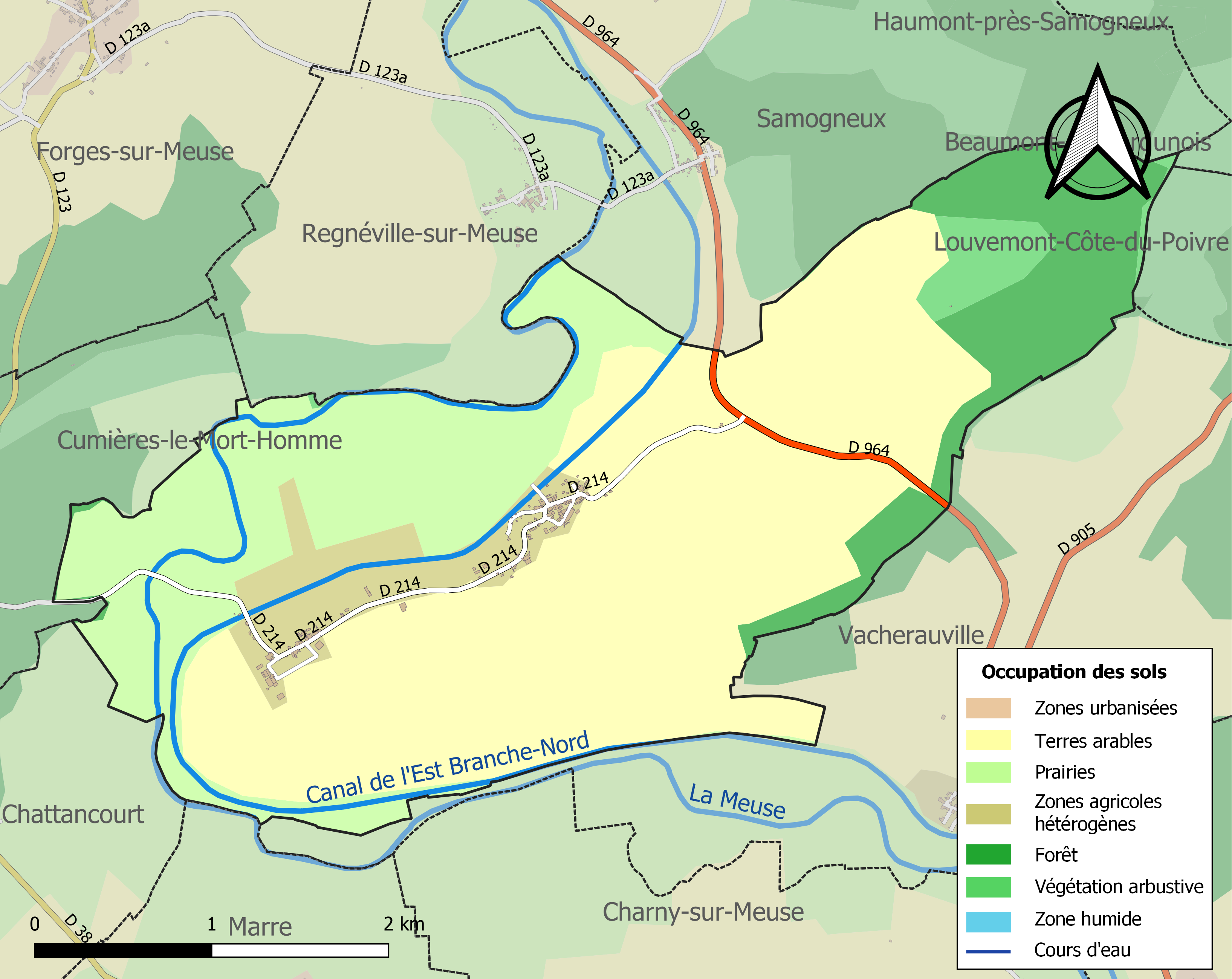
Carte des infrastructures et de l'occupation des sols de la commune en 2018 (CLC).

## Toponymie
Le nom de la localité est attesté sous les formes Villare in Campis (1125) ; Champ et Nuefville (1398) ; Neufville et Champ-sur-Meuse (1549) ; De Campis-Novavilla (1642) ; Champ-Neuuille (1681) ; Champs-Neuville (1700) ; Champ-Neuville (1730) ; Champneufville (1738) ; Nova-Villa-a-Compis (1738).

À l'origine composé de deux établissements distincts regroupés très tôt. Le toponyme actuel est simplement la juxtaposition des deux anciens noms, fusion des deux villages : Champs et Neuville.   
Issu de la locution latine Campus et Novella Villa, de l'adjectif du bas latin nova « neuve » et villa « ferme », le territoire étant occupé dès l’Antiquité par un « Camp militaire » et une « Nouvelle ferme ».

## Histoire
1285...Peut-être que Guyart de Neuville (qu'on trouve toujours, dans le tournoi de Chauvency, en compagnie de Collart de Cuminières ou Cumières) était originaire de Champneuville ? En tous cas, les deux villages étaient voisins, comme le sont ces deux chevaliers aux fêtes de Chauvency-le-Château !

## Politique et administration
| Période                                  | Période   | Identité                   | Étiquette | Qualité           |
| ---------------------------------------- | --------- | -------------------------- | --------- | ----------------- |
| Les données manquantes sont à compléter. |           |                            |           |                   |
| 1801 (AN IX)                             | 1812      | Jean-François Guillant     |           |                   |
| 1812                                     | 1824      | Nicolas Mazuet             |           |                   |
| 1824                                     | 1831      | Nicolas Perignon           |           |                   |
| 1831                                     | 1846      | Jean-Baptiste Watrin       |           |                   |
| 1846                                     | 1848      | Jean-Louvent Mazuet Parti= |           |                   |
| 1848                                     | Nov 1848  | François Watrin            |           |                   |
| 1848                                     | 1853      | Jean-Baptiste Watrin       |           |                   |
| 1853                                     | 1871      | Jean Mazuet                |           |                   |
| 1871                                     | 1872      | Victor Colson              |           |                   |
| 1872                                     | 1874      | François Morin             |           |                   |
| 1874                                     | 1884      | Hubert-Delphin Watrin      |           |                   |
| 1884                                     | 1896      | François-Celestin Morin    |           |                   |
| 1896                                     | 1899      | Alexandre Paquin           |           |                   |
| 1899                                     | 1921      | Adolphe Watrin             |           |                   |
| 1921                                     | 1945      | Anatole Blaise             |           |                   |
| 1945                                     | 1977      | Justin Watrin              |           |                   |
| 1977                                     | 1989      | Jean Dubaux                |           |                   |
| 1989                                     | 2002      | Jean-Pierre Dubaux         |           |                   |
| mars 2002                                | mars 2008 | Jean-Marc Lanher           | DVD       | agriculteur       |
| mars 2008                                | mai 2020  | Daniel Lefort              | EELV      |                   |
| mai 2020                                 | En cours  | Fabrice Beaumet            |           | Agent de maîtrise |

## Population et société

### Démographie
L'évolution du nombre d'habitants est connue à travers les recensements de la population effectués dans la commune depuis 1793. Pour les communes de moins de 10 000 habitants, une enquête de recensement portant sur toute la population est réalisée tous les cinq ans, les populations de référence des années intermédiaires étant quant à elles estimées par interpolation ou extrapolation. Pour la commune, le premier recensement exhaustif entrant dans le cadre du nouveau dispositif a été réalisé en 2008.

En 2022, la commune comptait 119 habitants, en évolution de −0,83 % par rapport à 2016 (Meuse : −4,4 %, France hors Mayotte : +2,11 %).
| 1793 | 1800 | 1806 | 1821 | 1831 | 1836 | 1841 | 1846 | 1851 |
| ---- | ---- | ---- | ---- | ---- | ---- | ---- | ---- | ---- |
| 301  | 318  | 394  | 426  | 433  | 501  | 521  | 465  | 469  |

| 1856 | 1861 | 1866 | 1872 | 1876 | 1881 | 1886 | 1891 | 1896 |
| ---- | ---- | ---- | ---- | ---- | ---- | ---- | ---- | ---- |
| 441  | 414  | 439  | 390  | 384  | 372  | 334  | 310  | 314  |

| 1901 | 1906 | 1911 | 1921 | 1926 | 1931 | 1936 | 1946 | 1954 |
| ---- | ---- | ---- | ---- | ---- | ---- | ---- | ---- | ---- |
| 286  | 259  | 256  | 57   | 97   | 84   | 88   | 90   | 104  |

| 1962 | 1968 | 1975 | 1982 | 1990 | 1999 | 2006 | 2008 | 2013 |
| ---- | ---- | ---- | ---- | ---- | ---- | ---- | ---- | ---- |
| 106  | 97   | 94   | 90   | 92   | 105  | 114  | 116  | 123  |

| 2018 | 2022 | - | - | - | - | - | - | - |
| ---- | ---- | - | - | - | - | - | - | - |
| 119  | 119  | - | - | - | - | - | - | - |

## Culture locale et patrimoine

### Lieux et monuments

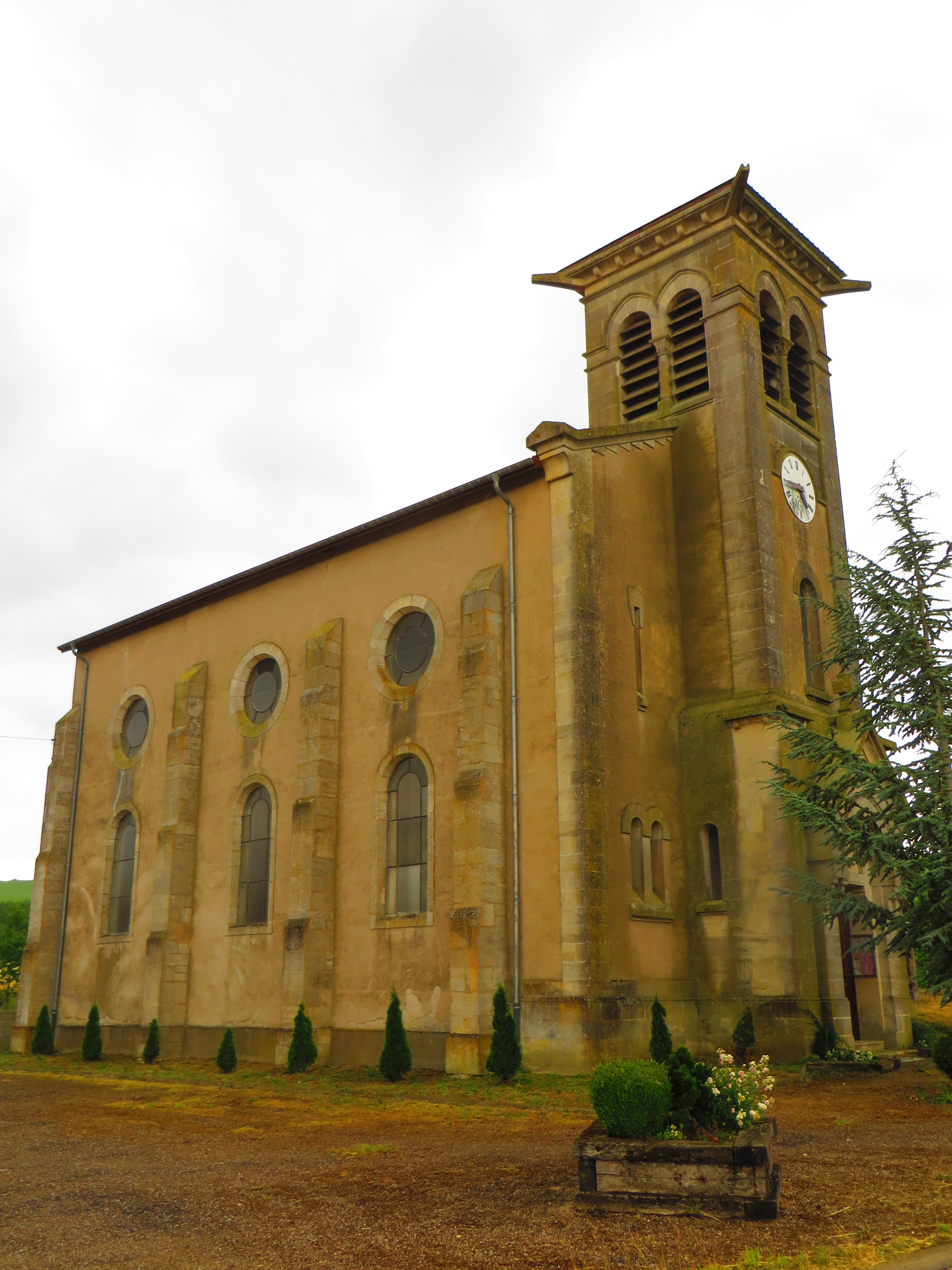
Église de l'Assomption de Neuville.

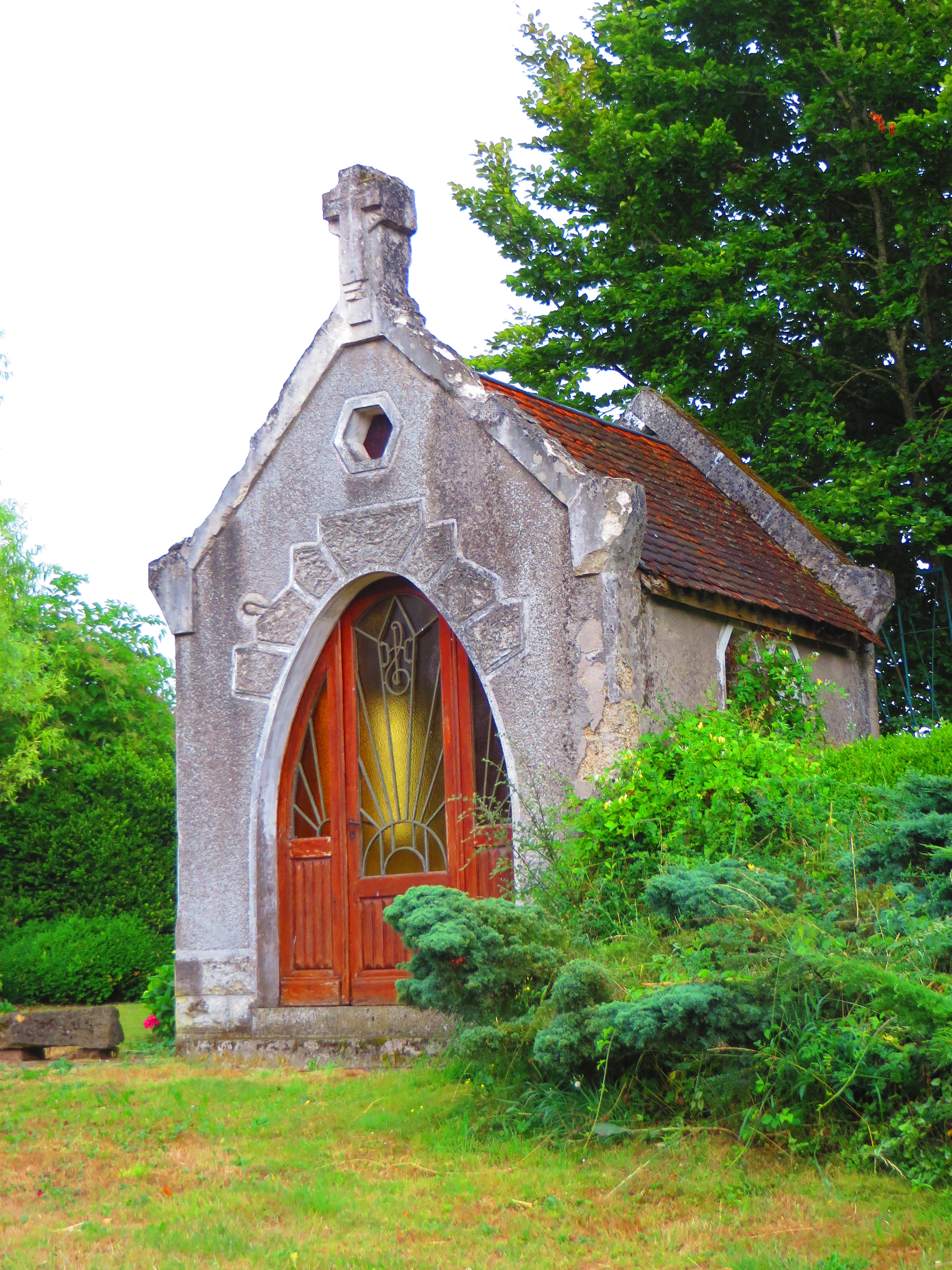
Chapelle de la Vierge-de-l'Orme de Champ.

- Église de l'Assomption de Neuville, reconstruite entre 1929 et 1931. Troisième Église du Village, de style néo-gothique et néo-roman elle fut déplacée pierre par pierre de Verdun où elle fut initialement érigée comme chapelle du petit séminaire dit du puty en 1836.

Le Chœur est garni en 1932 de trois vitraux réalisé par les maîtres verriers Benoît à Nancy.
Une peinture murale recouvre les murs de l’abside, première réalisation de cette dimension, l’œuvre de Lucien Lantier représentant l’assomption de la vierge lui ouvrira les chœurs des églises meusiennes.
L’église abrite un bas relief en pierre signé de Dante Donzeli représentant la légende de Saint Maldavé.
- Chapelle de la Vierge-de-l'Orme de Champ, la première construite en 1860 sur l’emplacement d’un Orme aux dimensions impressionnantes qui abritait en son sein une vierge de bois, reconstruite en 1925.
- Mairie-Ecole de 1926, abritant de nos jours la Mairie et une salle polyvalente ; et dont la rénovation énergétique lui a valu de nombreux prix et la reconnaissance par le département de la Meuse comme la commune du développement durable à l’instar de la commune proche de Bras-sur-Meuse reconnue comme commune du Numérique.
- Monument du Mort-Homme dans la forêt de Cumières qui est aussi une héronnière.
- Table d'orientation avec vue sur la vallée de la Meuse, au creux d'un méandre, sur un chemin de randonnée.
- La hameau de Champ, où passe le canal de l'Est, abrite par ailleurs une écluse.
- 40 % du territoire en Natura 2000 (directive oiseaux).

### Personnalités liées à la commune
Guyart de Neuville : Seigneur de la localité vers 1285}
Maldavé (Saint) : Évêque de Verdun au haut Moyen Âge mort à Champneuville après la consécration de l’autel de l’église paroissiale }

### Héraldique
| Blason de Champneuville | Blason  | Coupé d'azur à la tête de lion d'or couronnée de gueules accostée à senestre d'une croix pattée d'or chargée d'un besant du même et cantonnée de quatre besants d'or ; et d'or au nœud de pêcheur de gueules plié et posé en chevron renversé. |
| Blason de Champneuville | Détails | Création de R.A. Louis et D. Lacorde avec les conseils de la Commission Héraldique de l'UCGL. Adopté en mars 2015. |